# Édouard Albert Roche
Édouard Albert Roche [eduár albêr róš], francoski matematik in astronom, * 17. oktober 1820, Montpellier, Francija, † 18. april 1883, Montpellier.

## Življenje in delo
Roche je študiral na Univerzi v Montpellierju. Tu je bil od leta 1849 na Faculté des Sciences profesor.
Matematično je raziskal Laplaceovo nebularno domnevo o nastanku Osončja in svoje rezultate predstavil v nizu člankov Akademiji v Montpellierju od začetka svoje profesorske službe do leta 1877. Najpomemnejši članki so bili o kometih (1860) in o sami nebularni domnevi (1873).
V letu 1850 matematično raziskoval proces, kdaj razpade majhno telo, kadar se preveč približa drugemu večjemu telesu, ki ga gravitacijsko veže nase. Po njem se tako imenuje Rocheeva meja (Rocheeva limita), do katere majhno telo ne razpade na kose. Meja, ki določa oddaljenost od središča planeta znotraj, katere ne more obstajati naravni satelit, oziroma, če bi se neko telo znašlo v njej, bi se razpadlo zaradi delovanja plimskih sil. Njegova razprava se je ukvarjala le s trdninami ali kapljevinami, toda osnove mehanizma so iste, bodisi da so telesa trdna, kapljevinasta ali plinasta. Za satelit v tekočem stanju idealiziranega plina znaša Rocheeva meja približno 2,44 polmera planeta. Zunanja meja Saturnovih obročev je znotraj te meje, na oddaljenosti 2,3 polmera Saturna, najbližji satelit Mimas pa je na razdalji 3,1 polmera, torej zunaj meje. To lastnost je odkril pri proučevanju nastanka Saturnovih obročev.
Pojav velja tudi za črne luknje in sredice aktivnih kvazarjev, kar pa še ni praktično potrjeno. Umetni sateliti so premajhni, da bi bile njihove plimske sile opazne.
Raziskoval je tudi na drugih področjih nebesne mehanike. Rochev oval opisuje območje prostora okrog zvezde v dvojnem sistemu kjer je telo v tiru skupaj z drugima zvezdama gravitacijsko vezano.

## Priznanja
Poimenovanja
Po njem se imenuje krater Roche na Luni in asteroid glavnega pasu 38237 Roche.